# Mujeres enamoradas
Women in Love (distribuida en países hispanohablantes con el título Mujeres enamoradas) es una película británica de 1969 dirigida por Ken Russell, que narra la historia de las relaciones entre hombres y mujeres durante la primera parte del siglo XX. Protagonizada por Alan Bates como Rupert Birkin, Oliver Reed como Gerald, Glenda Jackson como Gudrun y Jennie Linden como su hermana Ursula, fue adaptada por Larry Kramer de la novela homónima del escritor del modernismo anglosajón D. H. Lawrence. 
Fue propuesta para el Óscar a la mejor fotografía, el Óscar a la mejor dirección y el Óscar al mejor guion adaptado. Glenda Jackson ganó, por su papel, el Óscar a la mejor actriz, así como el reconocimiento de la crítica.

## Reparto
- Alan Bates como Rupert Birkin.
- Oliver Reed como Gerald Crich.
- Glenda Jackson como Gudrun Brangwen.
- Jennie Linden como Ursula Brangwen.
- Eleanor Bron como Hermione Roddice.
- Alan Webb como Thomas Crich.
- Vladek Sheybal como Loerke.
- Catherine Willmer como Mrs. Crich.
- Sarah Nicholls como Winifred Crich.
- Sharon Gurney como Laura Crich.
- Christopher Gable como Tibby Lupton.
- Michael Gough como Mr. Brangwen.
- Norma Shebbeare como Mrs. Brangwen.
- Niké Arrighi como Contessa.
- James Laurenson como el ministro.
- Michael Graham Cox como Palmer.
- Richard Heffer como el amigo de Loerke.
- Michael Garratt como el maestro.
- Leslie Anderson como el barbero.
- Christopher Ferguson como Basis Crich.
- Richard Fitzgerald como Salsie.
- Barrie Fletcher como un minero.
- Brian Osborne como un minero.
- Alex Alien Russell.
- Petra Siniawski como la bailarina.
- Charles Workman como Gittens.